# Culicoides fadzili
Culicoides fadzili är en tvåvingeart som beskrevs av Kitaoka 1983. Culicoides fadzili ingår i släktet Culicoides och familjen svidknott. Inga underarter finns listade i Catalogue of Life.